# Chloropsina elegans
Espèce
Synonymes
Chromatopterum elegans (Bezzi, 1914)
Chloropsina elegans est une espèce d'insectes diptères brachycères de la famille des Chloropidae et de la sous-famille des Chloropinae.
Elle est trouvée sur l'île de Luçon aux Philippines.